# Calkoen

Wappen verliehen an Abraham Calkoen am 18. April 1828

Die Calkoen sind eine Amsterdamer Patrizier- und Regentenfamilie, die auch dem niederländischen Adel zugehörig ist.

## Geschichte
Die Familie hieß vormals van Dort(h) und war in der Grafschaft Zutphen beheimatet. Die Familie glaubte, aus altem Adel zu stammen. Um 1606 kamen sie nach Amsterdam, um in der Stadtregierung Fuß zu fassen. Die Familie wurde im Jahre 1816 mit dem Titel Baron für den Erstgeborenen sowie dem Prädikat Jonkheer für alle Übrigen in den neuen niederländischen Adel eingeführt. Es existieren heutzutage die beiden Familien Calkoen und van Beeck-Calkoen.

## Familienmitglieder
- Cornelis Calkoen (1639–1710), Großhändler mit Tüchern und Stoffen, Schepen und Vroedschap von Amsterdam, Direktor des Levantinischen Handel sowie der Sozietät von Suriname
- Johannes Calkoen (1694–1768), Amsterdamer Regent und Bürgermeister
- Cornelis Calkoen (1696–1764), niederländischer Diplomat und Botschafter im Osmanischen Reich
- Nicolaas Calkoen (1753–1817), Schepen von Amsterdam, Direktor der Sozietät von Suriname, Deputierter der Generalstaaten für Holland und West-Friesland
- Jan Frederik van Beeck Calkoen (1772–1811), niederländischer Mathematiker und Astronom